# Tronzano Vercellese
Tronzano Vercellese est une commune de la province de Verceil dans le Piémont en Italie.

## Transport
La commune est traversée par la ligne de Turin à Milan, la Gare de Tronzano est desservie par des trains Trenitalia

## Histoire

### Personnalités liées à la commune
- Alessandro De Rege di Gifflenga (1774-1842), général des armées de l'Empire y est né.
- Carlo Naya (1816-1882), photographe, né à Tronzano Vercellese

## Administration
| Période                                  | Période  | Identité            | Étiquette    | Qualité |
| ---------------------------------------- | -------- | ------------------- | ------------ | ------- |
| 5 avril 2005                             | En cours | Pier Angelo Carando | Lista Civica |         |
| Les données manquantes sont à compléter. |          |                     |              |         |

### Hameaux
Salomino

### Communes limitrophes
Alice Castello, Bianzè, Borgo d'Ale, Crova, Ronsecco, San Germano Vercellese, Santhià

### Jumelage
- Eyguières (France) depuis 1991